# Hiti
Pour les articles ayant des titres homophones, voir Iti.
Pour les articles homonymes, voir Hiti (homonymie).
Hiti, également appelé Hiti-rau-mea, est un atoll situé dans l'archipel des Tuamotu en Polynésie française dans le sous-groupe des Îles Raevski. Il est administrativement rattaché à la commune de Makemo.

## Géographie
Hiti est situé à 19 km au sud-ouest de Makemo, le plus proche atoll, et à 545 km à l'est de Tahiti. C'est un petit atoll ovale de 9 km de longueur et 6 km de largeur maximales pour 3 km2 de terres émergées et un lagon fermé de 15 km2 dépourvu de passe de communication avec l'océan (des échanges permanents d'eau peuvent toutefois se faire via les quelques hoas fonctionnels et lors de fortes houles ou de tempêtes par submersion des tairuas).
L'atoll est inhabité.

## Histoire
La première notification de cet atoll par un Européen a été faite par l'explorateur russe Fabian Gottlieb von Bellingshausen le 15 juillet 1820, qui lui donne le nom d'île Raeffsky. L'atoll est ensuite abordé le 20 décembre 1840 par l'explorateur américain Charles Wilkes, lors de son expédition australe, qui le nomme Clute Island.
Au XIXe siècle, Hiti devient un territoire français peuplé alors de quelques habitants autochtones qui obéissent au chef de Katiu tout comme les atoll Tepoto Sud et Tuanake.

## Économie
L'atoll est exploité par les habitants de Makemo pour la récolte des holothuries – autorisée uniquement dans la moitié nord du lagon – afin d'être exportées vers l'Asie,.

## Faune et flore
L'atoll accueille une population endémique de Chevaliers des Tuamotu.